# Grasleben
Grasleben est une municipalité allemande du land de Basse-Saxe et l'arrondissement de Helmstedt. En 2014, elle comptait 2 437 hab.

## Culture Populaire
La ville de Grasleben apparaît dans le dlc "Global Mobilisation" d'Arma 3. L'histoire de ce dlc se déroule en 1983 et parle d'un affrontement entre la NVA et la Bundeswehr.